# Округ Вејк (Северна Каролина)
Вејк (енгл. Wake County) је округ у америчкој савезној држави Северна Каролина.

## Демографија
По попису из 2010. године број становника је 900.993, што је 273.147 (43,5%) становника више него 2000. године.
| Група             | 2000.           | 2010.           |
| Белци             | 439.160 (69,9%) | 560.536 (62,2%) |
| Афроамериканци    | 123.820 (19,7%) | 186.510 (20,7%) |
| Азијати           | 21.249 (3,4%)   | 48.553 (5,4%)   |
| Хиспаноамериканци | 33.985 (5,4%)   | 87.922 (9,8%)   |
| Укупно            | 627.846         | 900.993         |